# Ingrid Gfölner
Ingrid Gutzwiller-Gfölner (* 13. September 1952 in Schruns als Ingrid Gfölner) ist eine ehemalige österreichische Skirennläuferin. Ihre stärkste Disziplin war die Abfahrt. Sie wurde dreifache österreichische Staatsmeisterin (1968 Jugend; 1971 Abfahrt und Kombination) und erzielte fünf Podestplätze im Skiweltcup. Zudem wurde sie dreimal Österreichische Meisterin im Firngleiten.

## Werdegang
Ingrid Gfölner wurde in Schruns geboren und wuchs in Vandans auf. Sie begann als Kind mit dem Skilauf und bestritt schon im Alter von neun Jahren ihre ersten Rennen.

### Österreichische Jugendmeisterin in der Abfahrt 1968
1968 wurde sie Österreichische Jugendmeisterin in der Abfahrt. Ihre ersten Einsätze im Weltcup hatte sie als 16-Jährige in der Saison 1968/69. In diesem Winter erreichte sie mehrere Platzierungen unter den besten 25.
Bereits im nächsten Winter schaffte Gfölner den Anschluss an die Weltspitze. In der zweiten Saisonabfahrt in Bad Gastein belegte sie den sechsten Platz, womit sie sich für die Weltmeisterschaften 1970 in Gröden qualifizierte. Dort erreichte die erst 17-jährige Vorarlbergerin den fünften Platz in der Abfahrt, den Riesenslalom beendete sie aber nur an 16. Position. In der Saison 1970/71 verfehlte sie in den Abfahrten mehrmals knapp die Punkteränge, dafür kam sie im Riesenslalom dreimal unter die schnellsten zehn. Ihr bestes Resultat war der fünfte Platz in Abetone.
Im Skiweltcup in der Saison von 1968/69 bis 1973/74 war sie fünf Jahre lang die beste Freundin und Zimmerkameradin von Annemarie Moser-Pröll, wie dies im Buch „Das Mädchen Pröll“ von Heinz Prüller beschrieben ist.

### Österreichische Alpine Skimeisterschaften 1971
Bei den österreichischen Meisterschaften gewann sie die Abfahrt und die Kombination. Im Herbst 1971 verletzte sich Gfölner schwer und konnte deshalb im gesamten Winter 1971/72 keine Rennen bestreiten.
In der Saison 1972/73 gelang der Vorarlbergerin ein eindrucksvolles Comeback. Am 10. Jänner 1973 fuhr sie mit Rang drei in der zweiten Abfahrt von Pfronten erstmals auf das Podest. Ebenfalls Dritte wurde sie am 1. Februar in der Abfahrt von Schruns und neun Tage später erreichte sie in St. Moritz den zweiten Platz hinter der überlegenen Annemarie Pröll. Damit belegte sie im Abfahrtsweltcup Rang vier. Auch im Riesenslalom gelangen ihr mehrere gute Resultate. Der vierte Platz in Mont Sainte-Anne am 2. März war überhaupt ihr bestes Weltcupergebnis in dieser Disziplin. Die Saison 1973/74 begann Gfölner mit einem zweiten Platz in der Abfahrt von Val-d’Isère, wobei sie wieder nur der dominierenden Annemarie Moser-Pröll unterlag. Zwei weitere Resultate unter den besten sechs gelangen ihr in Zell am See und in Bad Gastein, womit sie den fünften Platz im Abfahrtsweltcup belegte. An den Weltmeisterschaften 1974 konnte sie allerdings nicht teilnehmen, da sie in der mannschaftsinternen Qualifikation gestürzt war und damit ihre Chance auf einen Startplatz vergeben hatte. Im Riesenslalom war ihr bestes Saisonresultat der sechste Platz in Vysoké Tatry.
Nach ihrer Heirat startete sie ab der Saison 1974/75 unter dem Namen Schmid-Gfölner. In Schruns fuhr sie am 15. Jänner 1975 zum dritten Mal auf Platz zwei in einer Weltcupabfahrt, diesmal hinter der Schweizerin Bernadette Zurbriggen.
Am 27. Jänner 1975 wurde sie vom interimsmäßig installierten Damenteamchef Oskar Brändle wegen „rufschädigenden Verhaltens gegenüber einer Mannschaftskollegin“ bis Saisonende gesperrt. Vor dem am 20. März stattfindenden Finale in Gröden gab es die Begnadigung, weil „die Strafe als Abschreckungsbeispiel ihren Zweck erfüllt habe“. Die Läuferin selbst bestritt stets alle erhobenen Vorwürfe, weil die Rufschädigung von zwei anderen Mannschaftskolleginnen ausgegangen sei. Die Einspruchskommission des ÖSV hat sie dann wegen der mannschaftsinternen Intrige rehabilitiert.
Insgesamt kam sie in den Abfahrten (neben dem schon erwähnten zweiten Platz) noch zweimal auf Rang neun, in Grindelwald am 10. Jänner und in Innsbruck am 24. Jänner. Im Riesenslalom belegte sie zwei siebente Plätze und im Parallelwettbewerb zu Saisonende in Gröden wurde sie Achte. Im folgenden Winter gelangen Schmid-Gfölner in der Abfahrt keine Spitzenplätze mehr und sie fuhr in keinem Rennen unter die besten zehn. Im Riesenslalom kam sie dreimal knapp in die Top Ten. Für eine Olympiateilnahme reichten diese Resultate aber nicht aus. Vor Beginn der Saison 1976/77 verletzte sich die Vorarlbergerin. In Folge erreichte sie in keinem Rennen mehr die Punkteränge.
Neben ihrer Karriere im Skirennsport war Gfölner auch als Firngleiterin aktiv und gewann von 1973 bis 1975 dreimal hintereinander die österreichischen Meisterschaften. Im Februar 1977 beendete sie schließlich ihre aktive Karriere. Seit 2006 wohnt die Mutter von drei erwachsenen Kindern mit ihrem zweiten Mann Christian Gutzwiller in Schruns im Montafon.

### Missbrauchsvorwürfe 2017
Im Zuge der Missbrauchsvorwürfe von Nicola Werdenigg um angeblichen Missbrauch im Umfeld des österreichischen Skiteams in den 1970er und 1980er Jahren unterstützte sie deren Aussagen und kritisierte die Haltung von Annemarie Moser-Pröll.

## Sportliche Erfolge

### Weltmeisterschaften
- Gröden 1970: 5. Abfahrt, 16. Riesenslalom

### Weltcup
- Saison 1969/70: 9. Abfahrt
- Saison 1972/73: 9. Gesamtweltcup, 4. Abfahrt
- Saison 1973/74: 5. Abfahrt
- Fünf Podestplätze, weitere fünf Platzierungen unter den besten fünf und weitere 18-mal unter den besten Zehn

### Österreichische Meisterschaften
- Österreichische Staatsmeisterin in der Abfahrt und in der Kombination 1971
- Österreichische Meisterin im Firngleiten 1973, 1974 und 1975